# Nebo nad domačijo
Nebo nad domačijo je izseljenski roman Antona Ingoliča.  

## Zgodba
Zakonca Liza in Matija Rojnik se po sedemindvajsetih letih vrneta v domači kraj na Vetrnik. Nazaj ju je privedlo hrepenenje po nebu nad domačijo, po katerem se sprehaja mesec in se »posmehuje veselim, a tudi žalostnim človeškim zgodbam.« Liza umre, še preden bi po dolgih letih spet lahko videla svoje otroke. Otroci in vnuki, ki živijo vsak svoje revno življenje, se zberejo na pogrebu. 
Sin Peter, ki je zaljubljen v bratovo ženo Alenko, je nesrečno poročen s Polono. Z njo ima tri otroke, Urško, Roka in Marcela. Med vojno je bil član odporniškega gibanja, sedaj pa dela kot šofer v Mariboru. Z življenjem v Jugoslaviji je zadovoljen, Polona in Rok pa ne, zato se odselita v Francijo. 
Vinko je bil med vojno nekaj časa pri partizanih, nato pa je delal v šlezijskih in westfalskih rudnikih. Z ženo Teo ima sina Jančka. Zaradi revščine ter pričakovanja njunega drugega otroka se odločita za selitev v Uilensprong. 
Lena in mož Karlo imata dva sinova, Vikija in Dolfija. Karla, z imenom Hans Keil, spoznajo kot Fritza Gurklerja ter mu zaradi zagrešenih krutih zločinov izrečejo smrtno obsodbo. Lena se tako z otrokoma zateče k sestri Mini. Ta se na materinem pogrebu spre z Janezom, zato se na domačijo vrne le po Lenine obleke. 
Minina hči Tinca se po končanem razmerju s Pietom poroči s Cirilom, ki ga je spoznala v Bosni, ko sta z bratrancem Marcelom odšla v brigado.
Pavla ima razmerje s črncem Billom, ki umre. Iz  tega razmerja se rodi fantek temnejše polti, Pavlek. 
Regina je vdova, mož Gregor ji je umrl v rudniku. Njuna hči Mija živi pri svojemu dedu, gospodu Rojniku. Medtem se Regina poroči s Poldetom Mernikom, maminim sinkom, ter se kmalu po poroki tudi loči, ker mu razkrije svojo preteklost. Regina je bila med vojno namreč prisiljena v prostitucijo. 
Janez z ženo Alenko nima otrok. Alenka pobegne s Petrom, Janez pa se znese nad očetom Rojnikom, ki zato umre. 
Kljub vsem težavam je nebo nad domačijo vendarle najlepše.

## Kritike, literarna zgodovina
»V kolikor je roman po srečanjih in dogodkih pester, tembolj je stil pisanja suhoparen, monoton in nedomiseln. Kakor da bi bila za današnji, sodobni roman dovolj zgodba sama.« (Šömen 1960: 6)
»Zgodba o izseljencih, ki se vrnejo, je preveč zamotana, da bi jo lahko na kratko posneli. Preveč je Rojnikovih otrok, snah, zetov in vnukov, da bi jo lahko povedali v dveh, treh stavkih. [...] Avtor se prav zaradi te obilice dela najbrž ni mogel poglobiti v vsako človeško usodo posebej in v rast vsakega človeka, ki ga opisuje. V knjigi je nekaj odlomkov, ki bralca res pretresejo; po večini pa pripoveduje Ingolič brez tiste prepričljivosti, ki daje literarnemu delu pravi smisel in pomen.« (Štolfa 1960: 6)
»Delo je torej po miselnosti kar preveč enostavno in neizdelano, po drugi, to je po etični plati, pa spet neskladno.« (Šifrer 1960: 534)
Štih je v svoji kritiki zapisal, da je Ingoličevo delo preprosto in nezahtevno, karakterizacija posameznih oseb v romanu ni preveč domiselno psihološka, konstrukcija zgodbe pa malce preveč zapletena. Pisatelj svoje gradivo oblikuje na osnovi  čustvenih predstav o življenjski problematiki. (Štih 1961: 2)
»Ingolič je problematiko slovenskih izseljencev zelo poenostavil in jo zožil v glavnem na tuje izkoriščanje in na erotično izživljanje. [...] Njegovi ljudje žive samo telesno, nagonsko, edini namen jim je erotično izživljanje. Vsi ti ljudje so izkrivljeni, še od daleč ni zadel bistvenih potez slovenskih izseljencev. Pripovedovanje je zelo naturalistično.« (Jevnikar 1961)